# Enyalius leechii
Enyalius leechii är en ödleart som beskrevs av  George Albert Boulenger 1885. Enyalius leechii ingår i släktet Enyalius och familjen Polychrotidae. Inga underarter finns listade i Catalogue of Life.